# Lofer
Lofer é um município da Áustria, situado no distrito de Zell am See, no estado de Salzburgo. Tem 55,67 km² de área e sua população em 2019 foi estimada em 2.039 habitantes.